# Abierto Mexicano de Raquetas
Das Abierto Mexicano de Raquetas sind ein jährlich stattfindendes Squashturnier für Herren. Es findet in Toluca de Lerdo in Mexiko statt und ist Teil der PSA World Tour. Das Turnier wurde 2012 ins Leben gerufen und gehört aktuell zur Kategorie International 70. Das Gesamtpreisgeld beträgt 70.000 US-Dollar.
Die beiden ersten Auflagen gewann Grégory Gaultier, der damit auch Rekordsieger ist.

## Sieger
| Jahr | Sieger             | Finalgegner        | Ergebnis                     |
| ---- | ------------------ | ------------------ | ---------------------------- |
| 2014 | Mohamed Elshorbagy | Marwan Elshorbagy  | 11:3, 11:3, 11:2             |
| 2013 | Grégory Gaultier   | Mohamed Elshorbagy | 7:11, 11:8, 3:11, 11:6, 11:6 |
| 2012 | Grégory Gaultier   | Omar Mosaad        | 11:6, 11:8, 11:5             |